# 狐闇
『狐闇』（きつねやみ）は、北森鴻による日本の推理小説。「旗師・冬狐堂」の2作目の長編。
学芸通信社の配信により、愛媛新聞にて2000年10月25日から2001年7月4日まで連載された後、岩手日報、静岡新聞、南日本新聞、山口新聞など地方紙に順次連載された。北森初の新聞連載小説である。
三軒茶屋のビアバー《香菜里屋》のマスター、民俗学の助教授、古物商の店主など、北森の他の作品の主人公らが何人も登場する、オールスター的作品である。

## あらすじ
上客の須田に依頼され、骨董の競り市で二面の海獣葡萄鏡という青銅鏡を競り落とした陶子。落札後、自宅で品を見ようと桐の箱を開けた陶子は驚愕を隠せなかった。一面は確かに海獣葡萄鏡だったが、残りの一面は世に出回るはずのない三角縁神獣鏡だったのだ。
骨董の魔に取り憑かれた陶子は、この鏡はあるべくしてここにあるのだと思い始めるが、陶子が踏み込んだのは破滅への小さな一歩だった。

## 登場人物

### 宇佐美陶子およびその関係者
宇佐見 陶子（うさみ とうこ）
店舗や事務所を持たず、マーケットで仕入れた品物を同業者や顧客に売り利鞘を得る旗師とよばれる骨董業を営む。屋号は「冬狐堂」。何者かの深い陰謀にはまり、古物商の鑑札を剥奪されてしまう。
横尾硝子（よこお しょうこ）
女流カメラマンで陶子の盟友。骨董品・美術品の撮影を得意分野とする。その気質や口調はかなり男性的。酒豪。陶子とともに青銅鏡を巡る闇に挑む。

#### 骨董商
越名 集治（こしな しゅうじ）
下北沢の骨董屋・雅蘭堂の店主。専門は古民具だがそれ以外にもかなりの目利き。「孔雀狂想曲」の主人公。青銅鏡事件では資料提供などで陶子をサポート。

#### 東敬大学関係者
蓮丈 那智（れんじょう なち）
狛江にある東敬大学の民俗学の助教授。東洋人離れした長身の美女でその学説は怜悧にして斬新。民俗学会の異端児と呼ばれており「蓮丈那智フィールドファイル」の主人公。青銅鏡事件では資料や古文書の提供、学説のアドバイスなどで陶子をサポート。
内藤 三國（ないとう みくに）
東敬大学にて蓮丈那智の助手を務める。お人好しの常識人。本事件に関連し弓削佐久哉に罠を仕掛けられていた。

### 弓削一族およびその縁故者
弓削 昭之（ゆげ あきゆき）
陶子が競り落とした青銅鏡を三角縁神獣鏡とすり替えたと思われる人物。市の3日後に阿佐ケ谷駅のホームから飛び込んで死んだ。
林原 睦夫（はやしばら むつお）
大阪府堺市の旧家・弓削家の使用人。陶子が競り落とした青銅鏡は遠縁に当たる昭之が家から勝手に持ち出した物だから返してほしいと主張する。
弓削 佐久哉（ゆげ さくや）
弓削家の分家筋の男性。偽名を使って陶子に近づく一方で、三國にも接触する。
弓削 妃神子（ゆげ ひみこ）
弓削家の当主。17歳。人を惹き付ける不思議な魅力を持つ。

### 「青銅鏡」研究者関連
滝 隆一朗（たき りゅういちろう）
自称「古代技術研究家」。越名修治の大学時代の友人で本業は国立美術館の学芸員。長身白髪の上品な紳士で、陶子が入手した青銅鏡に興味を持つ。
荻島 順平（おぎしま じゅんぺい）
滝の後輩で元学芸員。滝の影響で青銅鏡に魅せられ、奈良の明日香村に青銅鏡作りの工房《古代工房》を開いた。

### 警察関係者
望月（もちづき）
高輪署交通課の刑事。
田端（たばた）
高輪署生活安全課の刑事。
市橋（いちはし）
高輪署捜査二課の刑事。

### 宇佐美陶子の顧客関係
荻脇 弘幸（おぎわき ひろゆき）
私立美術館・荻脇美術館の館長。53歳。亡き父・桂三が戦時戦中に郵船事業で成した莫大な資金を元手に国内外から1万点を超える美術品を収集した。特に、陶磁器のコレクションは私立美術館の域を超える。
須田 鹿之助（すだ しかのすけ）
世田谷区内でスーパーマーケットをチェーン展開するオーナー。50歳を過ぎて現役を引退し、骨董が趣味となった。青銅鏡の落札を陶子に依頼する。

### その他
税所 篤（さいしょ あつし）
明治初期、堺県の県令だった男。薩摩の出身で西郷隆盛や大久保利通らとも親交があった。古美術の収集家で、墳墓の盗掘に手を染めたとされるが、死後それらの盗掘品はほとんど見つからなかった。
高塚 要（たかつか かなめ）
平塚市内にある高塚骨董商会の店主。陶子が海獣葡萄鏡を競り落とした市の会主で、手堅い市を開くことで知られる。
芦辺（あしべ）
上野と根岸の中間辺りに《富貴庵》という骨董店を構える。刀剣類を専門とする。70歳を越えており、骨董業界の古狸と呼ばれる。
五木 健吾（いつき けんご）
銀座の五木画廊の主人。越名修治の知己。
常岡（つねおか）
大阪市立博物館の学芸員。
《香菜里屋》のマスター
三軒茶屋にある、陶子の行きつけのビアバー。「《香菜里屋》シリーズ」の主人公。